# Saint-Didier-sur-Rochefort
Saint-Didier-sur-Rochefort korábbi község (település) Franciaországban, Loire megyében. 2025. január 1-jén La Côte-en-Couzan  községgel egyesült és La Côte - Saint-Didier új község része lett.
Lakosainak száma 457 fő (2022. január 1.). Saint-Didier-sur-Rochefort La Valla-sur-Rochefort, La Côte-en-Couzan, Saint-Jean-la-Vêtre, Saint-Just-en-Bas, Saint-Laurent-Rochefort, Saint-Priest-la-Vêtre és Vêtre-sur-Anzon községekkel határos.

## Népesség
A település népessége az elmúlt években az alábbi módon változott:
| Lakosok száma | 672  | 476  | 428  | 422  | 411  | 405  | 417  | 421  | 456  | 457  |
|               | 1968 | 1982 | 1990 | 2006 | 2013 | 2015 | 2017 | 2019 | 2020 | 2022 |